# تشارلز دايسون
تشارلز دايسون (بالإنجليزية: Charles Dyson)‏ هو شخصية أعمال أمريكي، ولد في 2 أغسطس 1909، وتوفي في 14 مارس 1997.